# Gypona breviceps
Gypona breviceps är en insektsart som beskrevs av Spångberg 1881. Gypona breviceps ingår i släktet Gypona och familjen dvärgstritar. Inga underarter finns listade i Catalogue of Life.